# Montes Altos (kommun)
Montes Altos är en kommun i Brasilien.   Den ligger i delstaten Maranhão, i den nordöstra delen av landet, 1 100 km norr om huvudstaden Brasília. Antalet invånare är 9 424.
Följande samhällen finns i Montes Altos:
- Montes Altos

Omgivningarna runt Montes Altos är huvudsakligen savann. Runt Montes Altos är det mycket glesbefolkat, med 7 invånare per kvadratkilometer.